# Willaupuis
Willaupuis is een dorp in de Belgische provincie Henegouwen, en een deelgemeente van de Waalse stad Leuze-en-Hainaut.
Willaupuis was een zelfstandige gemeente, tot die bij de gemeentelijke herindeling van 1977 toegevoegd werd aan de gemeente Leuze-en-Hainaut.

## Bezienswaardigheden
- De Sint-Andreaskerk (Église Saint-André) is een classicistisch kerkgebouw van 1790, gebouwd in baksteen.

## Natuur en landschap
In de nabijheid van Willaupuis liggen enkele kleine bosgebieden. De hoogte bedraagt ongeveer 52 meter.

## Demografische ontwikkeling
- Bronnen:NIS, Opm:1831 tot en met 1970=volkstellingen, 1976= inwoneraantal op 31 december

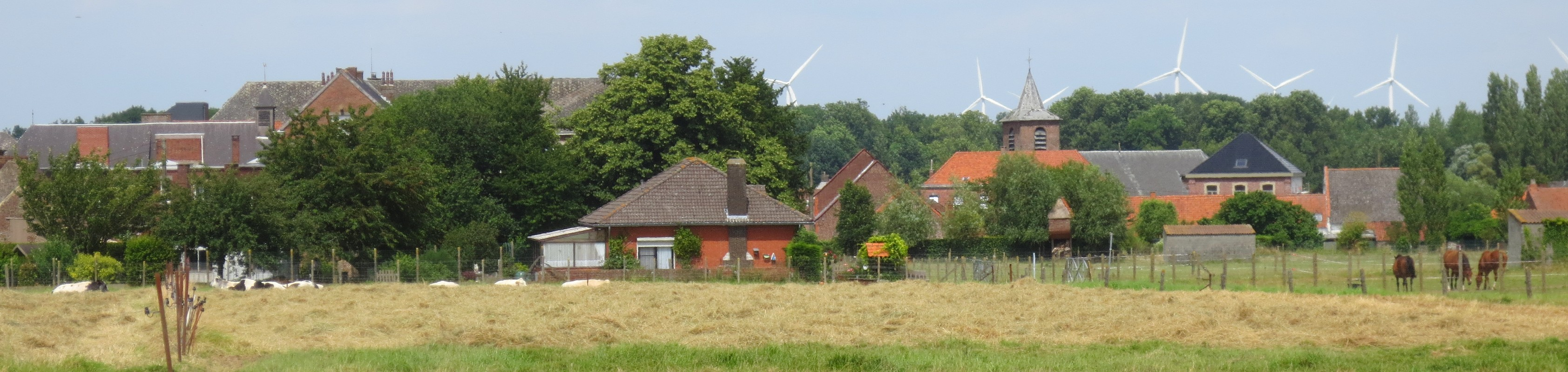
Willaupuis

## Nabijgelegen kernen
Pipaix, Leuze-en-Hainaut, Braffe, Bury

## Externe link

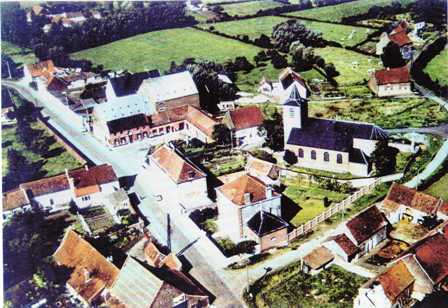
Willaupuis